# ريغاتوني ألا باياتا
ريغاتوني ألا باياتا (بالإيطالية: Rigatoni con la pajata)‏ صحن كلاسيكي من الباستا الرومانية من إقليم لاتسيو في إيطاليا.هذا الطبق ما زال موجوداً وشائعاً في الكثير من مناطق روما التقليدية.
تعبير أو كلمة باياتا يطلق على أمعاء العجل غالير مفطوم وبمعنى آخر العجل الذي غُذّى فقط من حليب أمه. إنّ الأمعاء يتم تنظيفها ولكن الحليب يُتْرَكُ في داخلها.
لذلك عندما تُطبَخ، اجتماع الحرارة ومنفحة الإنزيم في الأمعاء يخثران الحليب ويصنعان نوعاً من الصلصة يشبه الجبنة الدهنية السميكة.
يُمْكِن أَن يتم تقديم هذا الطبق وإعداده ببساطة مشوياً (كما هو شائع جداً أيضاً في الأرجنتين والأوروغواي، ويسمى الطبق هناك كينجولاينس chinchulines أو كوتوس chotos).